# فیروزآباد (کوثر)
فیروزآباد شهری که مرکز بخش فیروز،  شهرستان کوثردر استان اردبیل قرار دارد. 
فیروز آباد در فروردین ماه ۱۴۰۲ تبدیل به شهر شد.
از مکان های تفریحی فیروز آباد میتوان به پل قدیمی فیروزآباد، مزرعه رومانف جوادی، دربند فیروزآباد، پل معلق پیرتقی اشاره کرد .

## جمعیت
بر اساس سرشماری سال ۱۳۹۵ جمعیت این شهر ۴۸۹ نفر بوده است.